# 綁架愛情100天
《綁架愛情100天》（韓語：내 사랑 싸가지），是一部于2004年上映的韩国喜剧电影，由申東曄执导，金載沅、河智苑參與演出，電影講述的是一個常發花痴，又愛做白日夢的高中女生荷英（河智苑飾），在與男友交往100天紀念日前夕卻被甩了。她難忍被分手的氣憤，當街踢鋁罐出氣，結果不偏不倚打中開著Lexus 430名車經過的富家子亨俊（金載沅飾），原本對女生不感興趣的亨俊，故意找荷英麻煩，要求賠償一百萬修車費，沒錢又單純的荷英，被迫跟他簽了一只百日奴隸合約，任由亨俊差遣一百天，卻不自覺得一步步踏進愛情的漩窩中。

## 外部鏈接
- 100 Days with Mr. Arrogant （页面存档备份，存于） 位於LoveHKfilm.com
- 《綁架愛情100天》在HanCinema的页面（英文）
- 互联网电影数据库（IMDb）上《Naesarang ssagaji》的资料（英文）